# Tante care cose
Tante care cose è il secondo album in studio del cantautore italiano Fulminacci, pubblicato il 12 marzo 2021 per l'etichetta Maciste Dischi.
Tra i brani sono presenti i singoli Canguro e Un fatto tuo personale, entrambi pubblicati nel 2020, e Santa Marinella, presentato in gara al Festival di Sanremo 2021.

## Copertina
La copertina del disco, così come quelle dei singoli e di ogni brano, è stata generata tramite software di intelligenza artificiale con il metodo di machine learning noto come generative adversarial network (GAN).

## Accoglienza
| Recensione | Giudizio |
| ---------- | -------- |
| Newsic     | 7/10     |
| Ondarock   | 7/10     |
| Rockol     | 8/10     |

Claudio Lancia di Ondarock scrive che il progetto segna «una maturazione» e «un perfezionamento artistico inconsueto» del cantante, apprezzando «la ricerca nel plasmare i contenuti su sonorità aperte verso suoni più moderni» distanti dai riferimenti musicali del precedente album, «senza eccedere in forzati preziosismi e rispettando con grande classe la scuola artistica che ne ha sicuramente plasmato il suo talento». Recensendo successivamente la reidizione Tante care cose e altri successi, il giornalista afferma che l'inserimento di brani pubblicati in anni precedenti nell'album «fa loro assumere forme e significati finora inespressi, svelandone un'inedita ulteriore forza», trovando in generale nel progetto «una spiccata romanità» nei temi affrontati.

## Tracce
Testi e musiche di Filippo Uttinacci, eccetto dove indicato.
1. Meglio di così – 3:22
2. Santa Marinella – 3:41
3. Miss Mondo Africa – 3:21
4. La grande bugia – 3:29
5. Un fatto tuo personale – 3:15 (musica: Filippo Uttinacci, Daniele Mungai, Daniele Dezi)
6. Tattica – 3:13 (musica: Filippo Uttinacci, Federico Nardelli, Giordano Colombo)
7. Canguro – 3:24 (musica: Filippo Uttinacci, Federico Nardelli, Giordano Colombo)
8. Forte la banda – 5:00
9. Giovane da un po' – 3:40
10. Le biciclette – 4:17

### Tante care cose e altri successi
1. Brutte compagnie – 3:09
2. Chitarre blu – 2:55
3. Canguro – 3:24 (musica: Filippo Uttinacci, Federico Nardelli, Giordano Colombo)
4. Le biciclette – 4:17
5. Sembra quasi – 3:18
6. Santa Marinella – 3:41
7. Tattica – 3:13 (musica: Filippo Uttinacci, Federico Nardelli, Giordano Colombo)
8. La grande bugia – 3:29
9. Miss Mondo Africa – 3:21
10. Un fatto tuo personale – 3:15 (musica: Filippo Uttinacci, Daniele Mungai, Daniele Dezi)
11. Aglio e olio (feat. Willie Peyote) – 3:45 (testo: Filippo Uttinacci, Guglielmo Bruno)
12. Forte la banda – 5:00
13. Giovane da un po' – 3:40
14. Meglio di così – 3:22

## Classifiche
| Classifica (2021) | Posizione massima |
| ----------------- | ----------------- |
| Italia            | 5                 |
| Italia (Vinili)   | 3                 |